# Monasterio de Santa María de Cadins
El Real Monasterio de Santa María de Cadins fue la principal fundación de la Orden del Císter en la provincia de Gerona. Tuvo diversas ubicaciones en las localidades de Cabanas (1169-1492), Gerona (1492-1944), Salt (1944-1980) y San Gregorio (1980-2000).

## Fundación
Fue fundado en el año 1169 por las religiosas del monasterio de Valldemaría, del cual dependió en sus primeros tiempos.
El emplazamiento responde a los requerimientos cistercienses: un lugar recogido, un valle fértil y una fuente de la que todavía hoy brota agua abundante. En las proximidades se encuentra el río Muga y también el llamado camino de Francia, antigua Vía Augusta en la época romana entre Figueras y La Junquera.
La hipótesis más probable es que las monjas reconstruyeron una antigua capilla prerrománica dedicada a San Félix en el paraje "Cadins" cercano al pueblo de Cabanas y que seguramente formaba parte de un pequeño núcleo rural.
Pese a que en el año 1169 una Bula del papa Alejandro III dio o confirmó al monasterio el nombre de Santa María de Cadins, pocas veces aparece este nombre en la documentación y si, en cambio, el de San Félix de Cadins o, en catalán, Sant Feliu de Cadins, patrón inicial de la iglesia donde se estableció el monasterio y nombre con el que debían ser conocidas las monjas.

## San Félix de Cadins

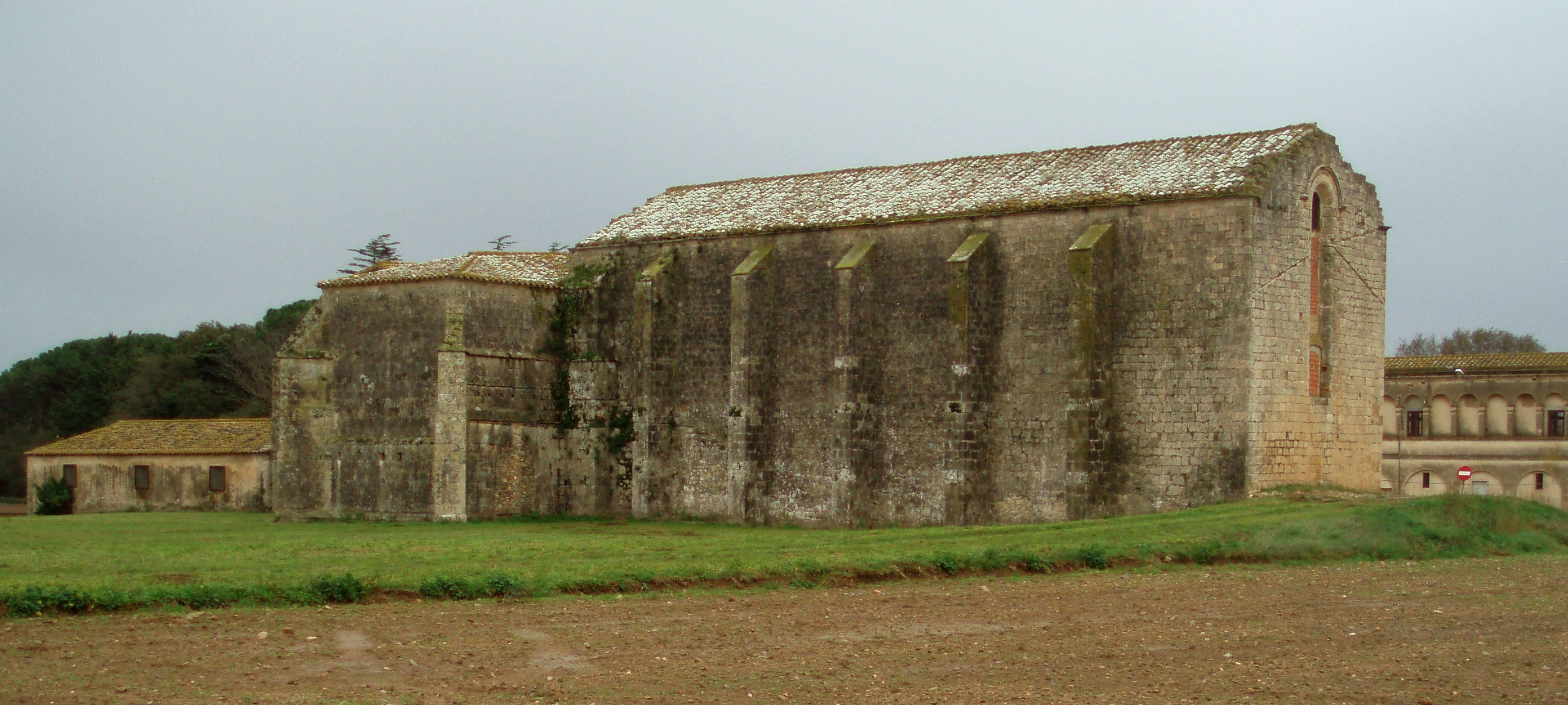
Fachadas norte y oeste de la iglesia de San Félix de Cadins

La importancia de Cadins aumentó en perjuicio de la abadía madre. La Bula del papa Alejandro III convirtió la casa ampurdanesa en abadía y puso bajo su jurisdicción a Valldemaría, que pasó de monasterio fundador a priorato dependiente. Por dicha Bula se sabe que la primera abadesa se llamaba Ermesenda, que procedía de Valldemaría, y que el cenobio sería dedicado a Santa María, como era norma en la Orden del Císter. El monasterio debía contar con una explotación agrícola de cierta importancia y la población y los servicios necesarios para desarrollar su labor sin problemas.
Sus protectores fueron los condes de Ampurias, que lo dotaron con parte de las riquezas obtenidas en la conquista de Mallorca. Los miembros de su comunidad pertenecían, principalmente, a las clases nobles y procedían de la comarca pero también de lugares más lejanos como Gerona, o Llabiá.
El prestigio y el patrimonio del monasterio se extendía por toda la comarca y fueron creciendo durante los siglos siglo XIII y XIV. El cenobio debió adquirir una cierta categoría y comodidades porque la noche del 28 al 29 de octubre de 1295 se alojaron en él la princesa Blanca de Anjou y su padre Carlos II de Nápoles en la vigilia de su boda con el rey Jaime II de Aragón, el Justo, que se celebraría en el monasterio de Santa María de Vilabertrán, de acuerdo con el Tratado de Anagni.

### Iglesia de San Félix

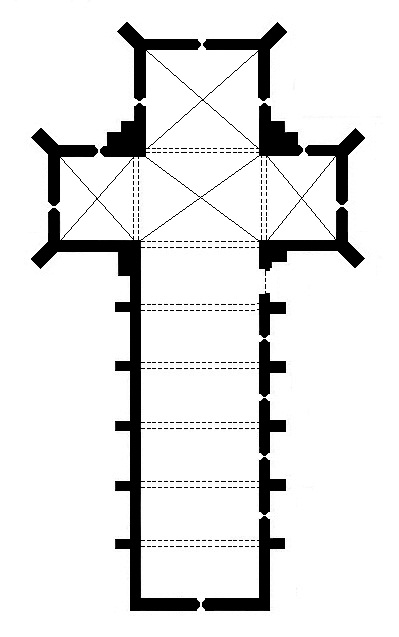
Croquis aproximado de la planta de la iglesia de San Félix de Cadins

Del antiguo monasterio cisterciense de Cadins solamente se conserva la iglesia, que actualmente se destina a almacén de una explotación agrícola contiguo a una vivienda rural, el Mas de San Félix.
El templo es de finales del siglo XII. Tiene planta de cruz latina con una nave de seis tramos, con una bóveda de cañón apuntada y un ábside cubierto con una bóveda de crucería muy sencilla. La longitud total de la nave es de 42,5 m y su anchura de 10 m. El transepto mide 21,5 m. En el brazo norte del transepto y en el ábside, los nervios se cruzan en pequeños relieves con círculos que representan el Agnus Dei. Fue construida con un aparato de grandes sillares, bien escuadrados y pulidos.
Todos los elementos de la cabecera son góticos mientras que los de la nave son de tradición románica tardía. Esta diversidad parece indicar que las dos partes del templo no son obra de los mismos constructores y que entre la construcción de la nave y la cabecera pudo haber una interrupción más o menos larga. Se cree que la nave es del final del siglo XII y la cabecera de la segunda mitad del siglo XIII o, incluso, posterior.
La nave se tenía que dividir en tramos mediante cinco arcos torales, que se articulaban al exterior mediante contrafuertes, pero estos arcos no se llegaron a construir. En cambio, si que se construyeron las ménsulas para recibirlos, que están adosadas a la pared sin arcos que se apoyen en ellas.
El templo tenía dos entradas: una puerta de arco de medio punto en el muro meridional de la nave y otra de arco apuntado (hoy empedrada) en el brazo norte del crucero, en el muro oeste. En la pared exterior del ábside se conserva, empotrada, la lápida de la abadesa Francisca de Espasens, que murió en el año 1403.
El claustro, del que no se conservan restos, se situaba al sur de la iglesia, en el ángulo definido por la nave y el crucero.

## La comunidad

### Gerona
En el año 1492 la comunidad de Cadins se trasladó a Gerona. La petición de traslado se formuló por primera vez en 1461 sin que se conozcan las causas que la motivaron. Pudieron influir la inseguridad que se vivía en el campo catalán en la segunda mitad del siglo XV, la Guerra Civil Catalana (aunque no se iniciaría hasta el año siguiente) y las inundaciones provocadas por el río Muga, que en 1421 destruyeron el pueblo de Cabanas y debieron causar daños enormes al monasterio.

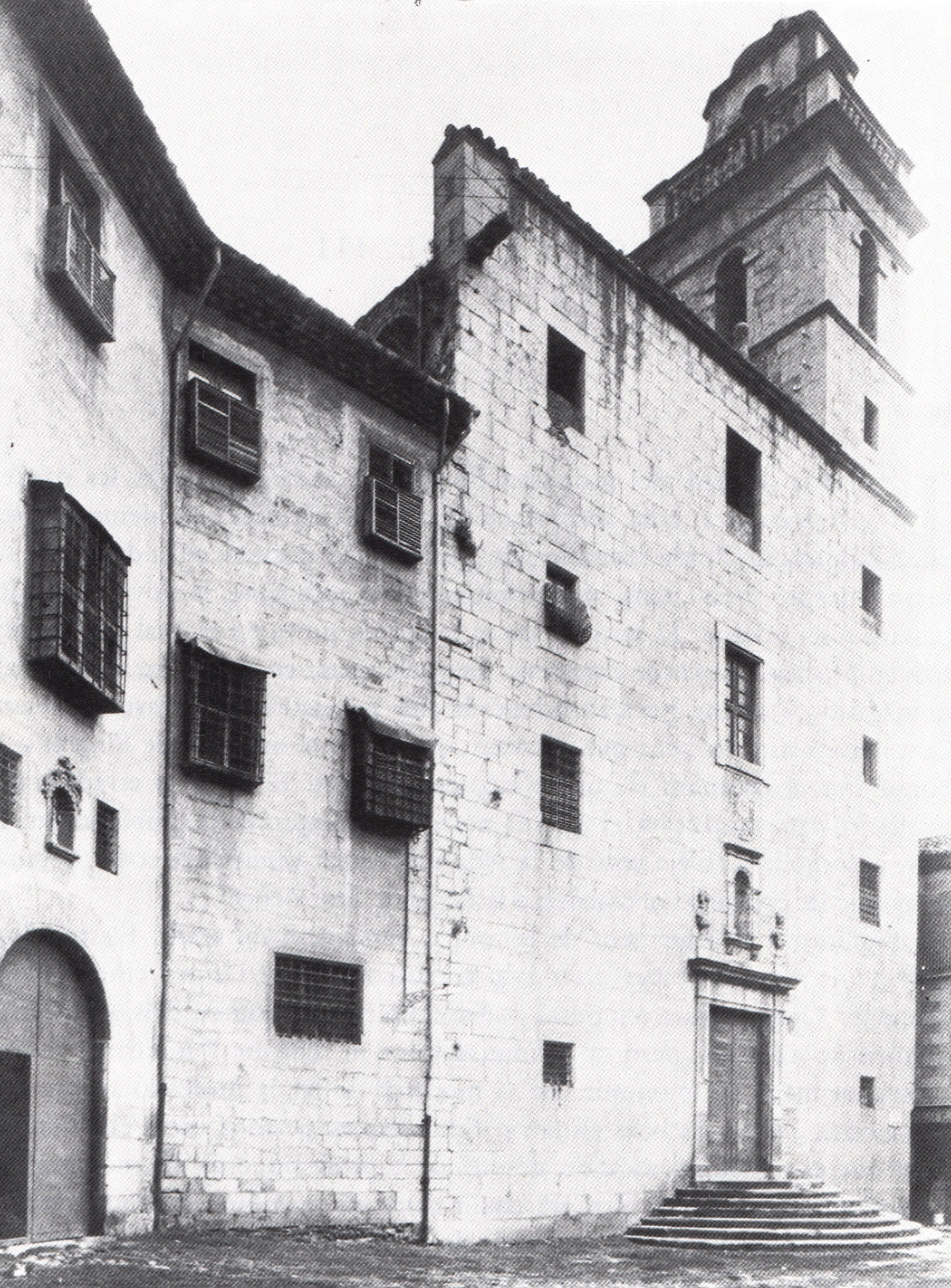
Fachada de la iglesia y el monasterio de Santa María de Cadins en Gerona, antes de 1936. En la parte derecha se aprecia la calle de Santa Clara, entonces calle de Las Bernardas

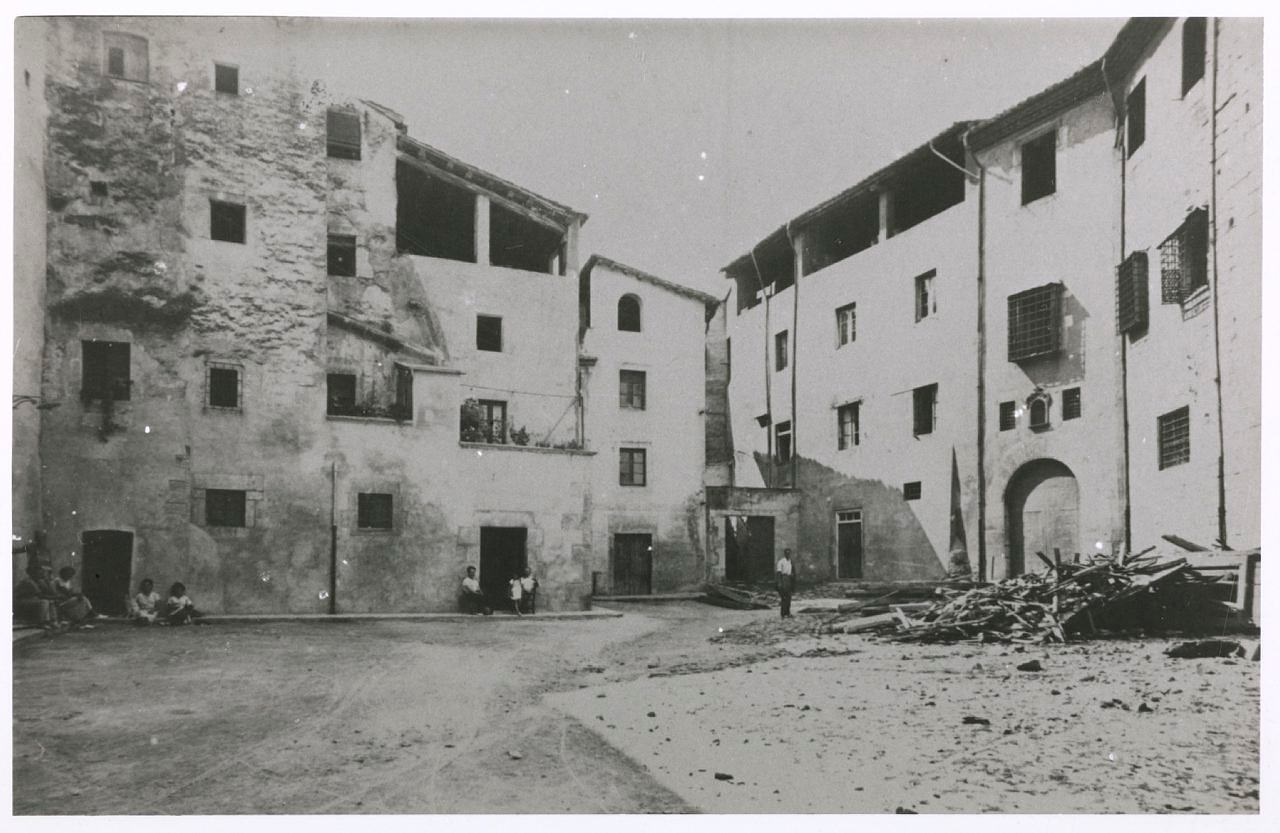
Plaza de las Bernardas en 1936. A la derecha se observa la entrada al convento de Santa Maria de Cadins. El apilamiento de maderas pudiera corresponder al saqueo ocurrido en 1936

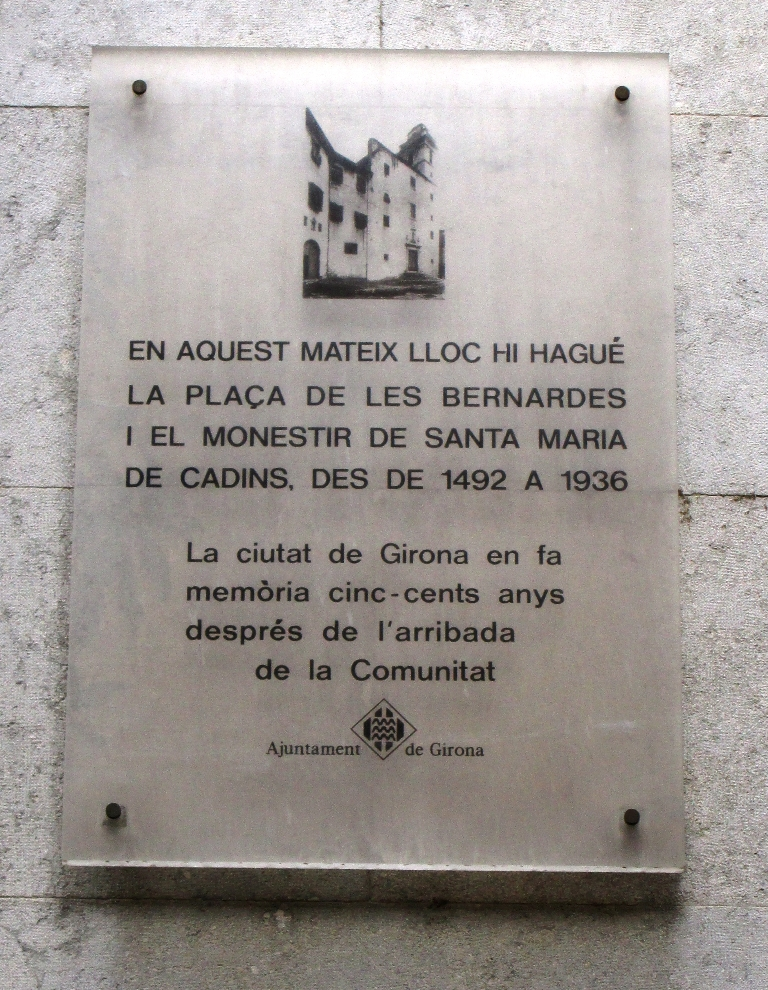
Placa conmemorativa de los 500 años del monasterio de Santa María de Cadins colocada el año 1992 en el lugar donde estuvo el monasterio, actual número 35 de la calle de Santa Clara

En el traslado se llevaron la imagen de la Virgen María y la campana, símbolos del monasterio que no podían abandonar si querían conservar la identidad de la casa.
En la iglesia de Cabanas se mantuvo el culto durante un tiempo. El cementerio quedó sepultado por las tierras arrastradas por las riadas del río Muga y el patrimonio se dispersó por las circunstancias de la historia del país, las ventas y, sobre todo, por la Desamortización. La casa conserva el nombre que se ha perpetuado en más de 800 años, "Mas de Sant Feliu".
La comunidad se estableció al lado de la iglesia parroquial de Santa Susana, en el barrio del Mercadal. El monasterio estaba adosado a la fachada norte de la iglesia, con la que tenía un acceso directo. Gracias a una concordia firmada con el rector, los clérigos y obreros laicos de la parroquia, el templo serviría para celebrar los actos de culto del nuevo monasterio. La parroquia recibió beneficios de esta utilización ya que las monjas realizaron, a su cargo, importantes mejoras.
En 1517 las religiosas vendieron sus posesiones en Cabanas a un particular. El monasterio se reservó el señorío directo y pactó que no se pudiese vender la piedra de la iglesia, del claustro ni del cementerio. La posesión de los edificios cambió de manos varias veces y hubo intentos de dejar de celebrar misa y convertir el templo en pajar. La comunidad de Cadins mantuvo el dominio directo hasta la Desamortización, que comportó la venta a los actuales propietarios.
En 1674 la comunidad estuvo a punto de extinguirse y se revitalizó por la entrada de tres monjas jóvenes enviadas del monasterio de Vallbona de las Monjas.
En el siglo XVIII entraron a profesar hijas de las clases altas gerundenses, como las hermanas de Ciurana, de Camps o las Caramany que, además del personal, aportaron rentas muy necesarias.
A mediados del siglo XVIII las relaciones con la parroquia de Santa Susana del Mercadal se deterioraron y las religiosas decidieron construir un nuevo templo en un solar contiguo, al que se accedía por la actual calle de Santa Clara. La nueva iglesia, que recuperó el nombre de Santa María de Cadins, se concluyó en el año 1770. Desde entonces el nombre de San Félix o Sant Feliu de Cadins cayó en desuso.
El 30 de noviembre de 1794 las monjas se trasladaron al monasterio barcelonés de Santa María de Valldonzella a causa de la inseguridad creada por la guerra entre la Monarquía española y la naciente República francesa. Regresaron el 24 de octubre de 1795.
Durante la Guerra de la Independencia y el Sitio de Gerona las monjas tuvieron que abandonar el convento.
Las leyes desamortizadoras del siglo XIX no afectaron directamente a Cadins.
A principios del siglo XX se dieron claras muestras de resurgimiento de las vocaciones. El año 1910 fue uno de los momentos de mayor número de religiosas en el monasterio, con 18 monjas y dos novicias.
El 20 de julio de 1936 la comunidad fue obligada a abandonar la casa por las milicias populares que se formaron después del golpe militar del 18 de julio. El monasterio y su cementerio fueron saqueados y profanados y los edificios completamente derribados en el curso de las semanas siguientes. Las religiosas salvaron la vida aunque pasaron momentos muy difíciles.
El nuevo consistorio constituido en esa fecha planificó construir en estos terrenos el edificio del mercado municipal, obra que no se llegó a ejecutar. En lo que era el patio del monasterio se construyó un refugio antiaéreo. Aunque el derribo de iglesias no fue infrecuente en las comarcas de Gerona durante la Guerra Civil, en el caso de Cadins pudo influir la necesidad de esponjar esta parte de la ciudad. La posición de la iglesia provocaba un estrechamiento de la calle de Santa Clara, entonces llamada calle de las Bernardas, que impedía el cruce de dos carretas.
De la destrucción del monasterio se salvaron la imagen de la Virgen María y una de las dos campanas, que se conservan en la iglesia de San Medir. El martirologio del siglo XV, que procedía del Monasterio de Santa María de Poblet, se conserva en el Museo Diocesano de la Catedral de Santa María de Gerona.

### Salt

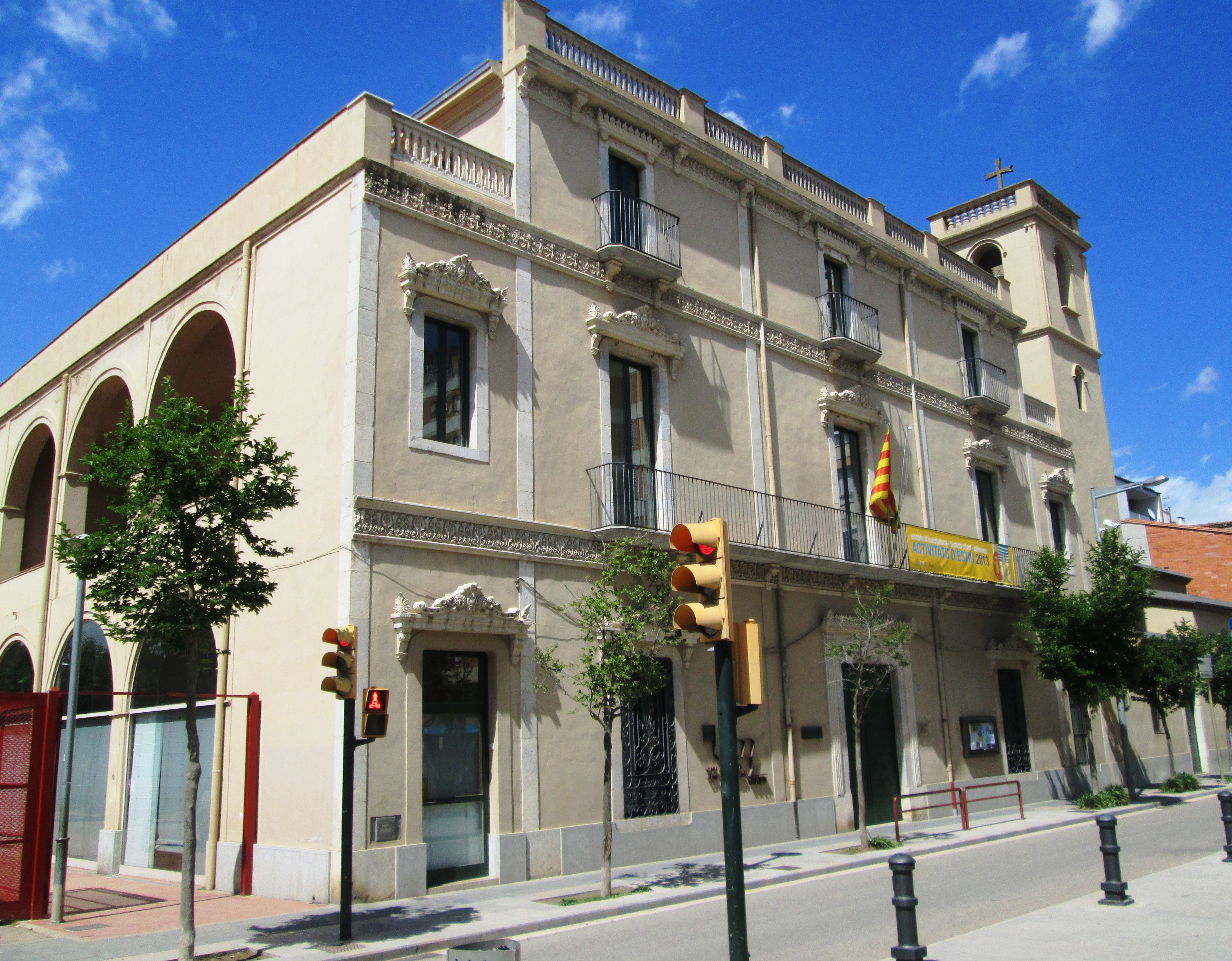
Edificio del antiguo convento de Santa María de Cadins en el número 172 de la calle Mayor de Salt. Se aprecia el campanario coronado por una cruz

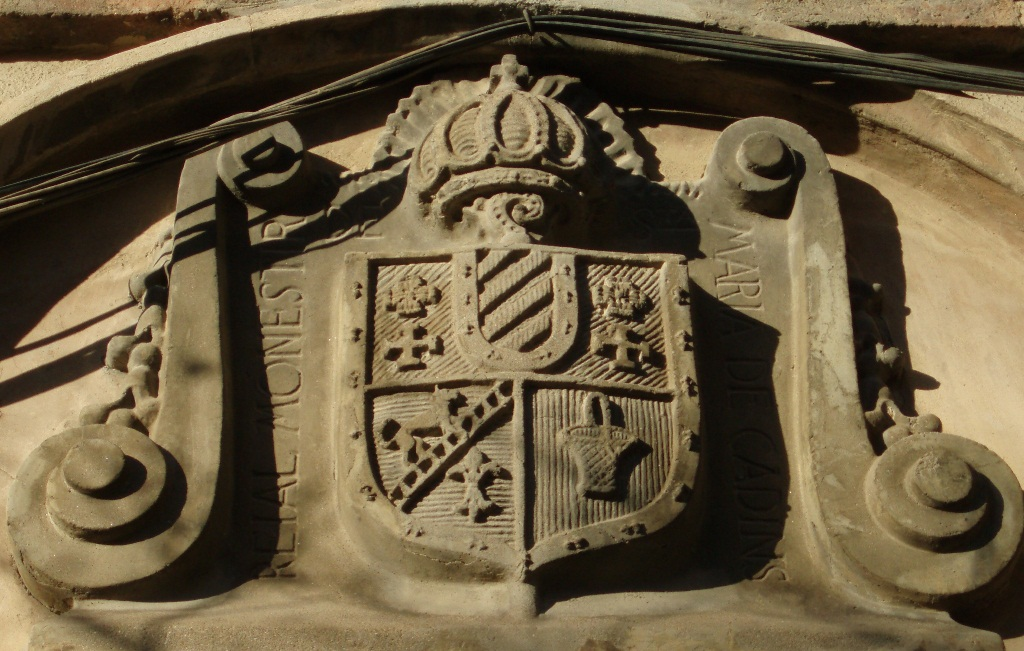
Escudo de la comunidad cisterciense de Cadins sobre la puerta de entrada a la capilla de su antiguo monasterio en Salt.

Acabada la guerra civil española se replanteó inmediatamente la reconstrucción de la iglesia de Santa Susana, que no se llegó a derribar completamente, pero ya no se habló de reconstruir el monasterio. Las monjas se volvieron a reunir en Gerona en 1939 y se instalaron en un piso en la plaza de Sant Josep, número 4. Eran trece religiosas y vivieron años de extrema pobreza. El 16 de febrero de 1944, la comunidad se trasladó a la localidad vecina de Salt.
Se instalaron en la Casa Tarrés, un edificio situado en la calle Mayor, en el centro de la villa. Construido en el año 1868, de estilo neoclásico, perteneció a la familia Vilaseca Tarrés, administradores del Marqués de Camps, hasta su confiscación por el comité local en el año 1936. El edificio se adaptó a las necesidades de las religiosas, que construyeron el característico campanario que forma parte de su fachada actual.
Los primeros años en Salt también fueron difíciles. Con el tiempo las monjas instalaron un taller de encuadernación que les permitió vivir de su trabajo.
Sin embargo, hacia mediados los años 60 las religiosas se encuentran buscando un emplazamiento para un nuevo monasterio. Pudo influir la transformación urbanística del centro de Salt, que aconsejó buscar un lugar más recogido. En 1962 el Padre General les ofreció el traslado al Monasterio de Santes Creus, propuesta que agradó a las religiosas pero que se rechazó después de comprobar que el edificio que se les ofrecía no era el monasterio sino una casa separada y que no reunía condiciones.
En 1967 hubo una reunión en el locutorio con los monjes que, procedentes de Poblet, fundaban una nueva comunidad cisterciense en el monasterio de Santa María de Solius.

### San Medir
En la década de los años 1970 culminó el proceso de valoración de emplazamientos en los términos municipales vecinos (Montfullá en Bescanó, Fornells de la Selva, Canet d'Adri) y se seleccionó la pequeña parroquia de Sant Medir, en el municipio de San Gregorio. En el lugar donde se levanta la iglesia actual ya existió, en el año 829, una comunidad benedictina de monjes bajo la advocación de San Emeterio y San Ginés.
Con la ayuda de la Diputación de Gerona, que compró la casa de Salt para destinarla a usos públicos, se pudo afrontar la construcción del nuevo convento. La vida monástica en San Medir comenzó el 7 de octubre de 1980, momento en el que la comunidad contaba con once monjas.
La falta de vocaciones fue la causa por la que, a comienzos de la década de 2000, las últimas religiosas abandonaron San Medir y se trasladaron al monasterio de Valldonzella. Concluyeron así más de 800 años de presencia de la comunidad femenina del Císter en las comarcas de Gerona.

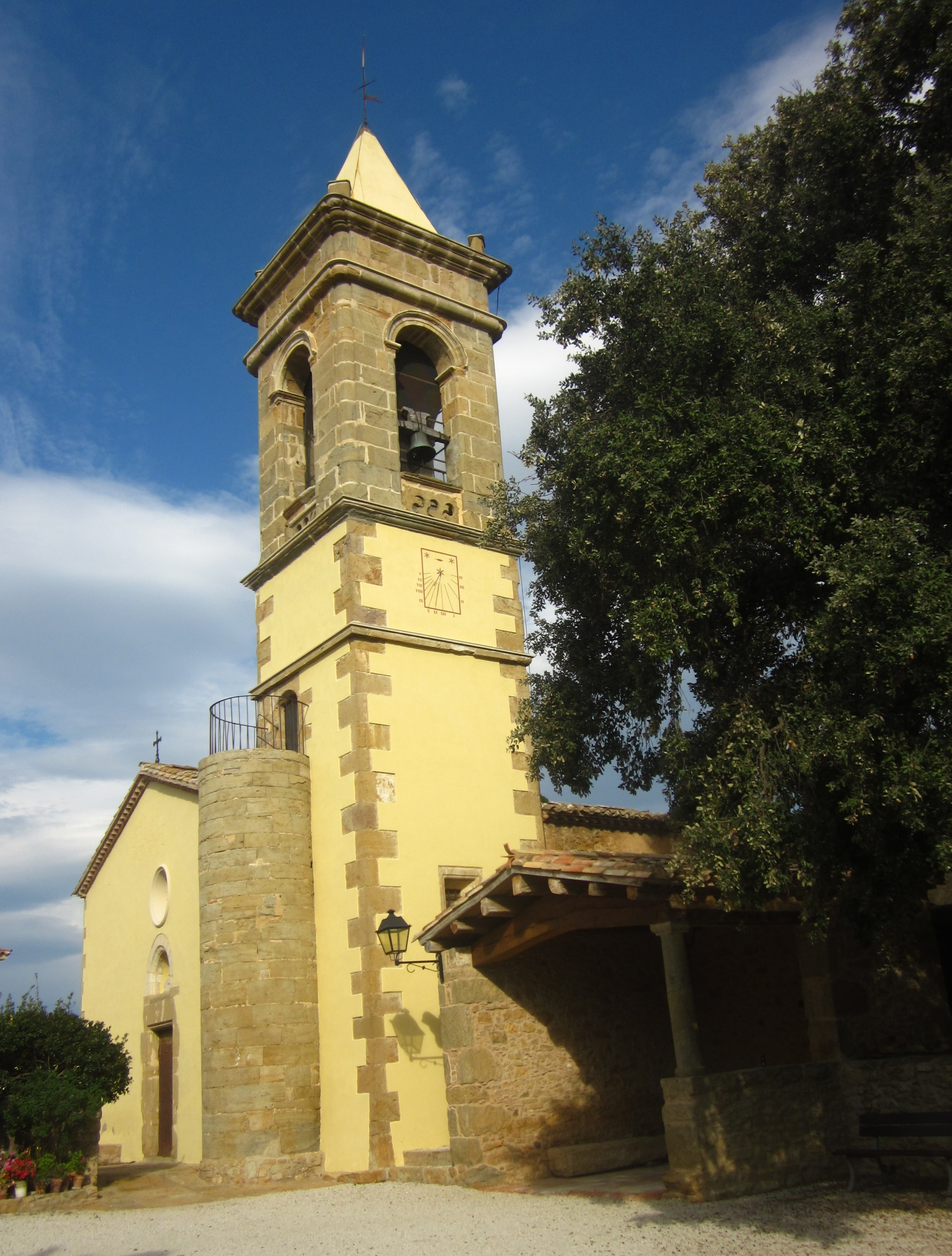
Iglesia y campanario de Santa María de Cadins en San Medir.